# 안동 하회마을
안동 하회마을(安東 河回마을)은 경상북도 안동시 풍천면에 있는 전통 민속마을이다. 문화재로 지정된 건축물들은 보물 2점, 국가민속문화재 9점 등을 포함하여 11점이고 이밖에 국보 2점이 있다.
2010년 7월 31일 브라질 브라질리아에서 열린 유네스코 세계유산위원회(WHC)의 제34차 회의에서 경주 양동마을과 함께 세계문화유산 등재가 확정되었다.

## 역사
풍산 류씨 집안의 발상지이며 그들의 자손들이 여기에 머물러 있다. 조선 중기의 문신 서애 류성룡과 겸암 류운룡이 이 곳에서 태어났다. 이중환은 택리지에서 '강거의 제일은 평양이요, 계승의 제일은 하회'라고 극찬하였다.
특히 류성룡은 회재 이언적과 퇴계 이황의 학설에 따라 이기론(理氣論)을 펼치고 양명학을 비판했으며 이황의 이선기후설(理先氣後說)을 좇아 기(氣)는 이(理)가 아니면 생(生)하지 못하는 것이라고 하여 기보다 앞서 있는 실체로서의 이를 규정했다.
류성룡은 양명학의 핵심적 이론인 지행합일설(知行合一說)과 치양지설(致良知說)이 ‘굽은 것을 바로잡으려다 지나치게 곧아진(矯枉而過直)’ 폐단에 빠진 것으로 불교의 학설과 다름없는 것이라고 단정하고 하나에 치중됨이 없이 병진해야 한다는 지행병진설(知行竝進說)을 주장했다.
그가 남긴 저작 중 『징비록』(懲毖錄)은 이러한 ‘알면 행하여야한다’는 지행병진설이 잘 반영된 책으로 알려 있다. 참혹한 국난의 하나였던 임진왜란에서의 아픈 경험을 거울삼아 다시 그러한 수난을 되풀이하지 않도록 후세를 경계하기 위하여 남긴 저술이다. 임진왜란의 전모를

## 특징
풍산 류씨는 이곳에 600년이라는 시간 동안 터줏대감으로 자리를 잡고 있으며, 이 마을 주민의 70%가 풍산 류씨이다.
류씨가 터를 잡기 전에는 허씨와 안씨가 먼저 살고 있었는데, 하회탈의 제작자가 허도령이라는 말이 구전되고 있으며, 강건너 광덕동의 건짓골에는 허정승의 묘가 있어 지금도 해마다 류씨들이 벌초를 하고 있다고 한다. 1642년의 동원록(洞員錄)에는 류씨 이외에도 극히 적은 가구의 허씨와 안씨가 함께 기재되어 있으며, 허씨 터전에 안씨 문전에 류씨 배판이라는 말이 전해져 온다고 한다.

## 무형문화재

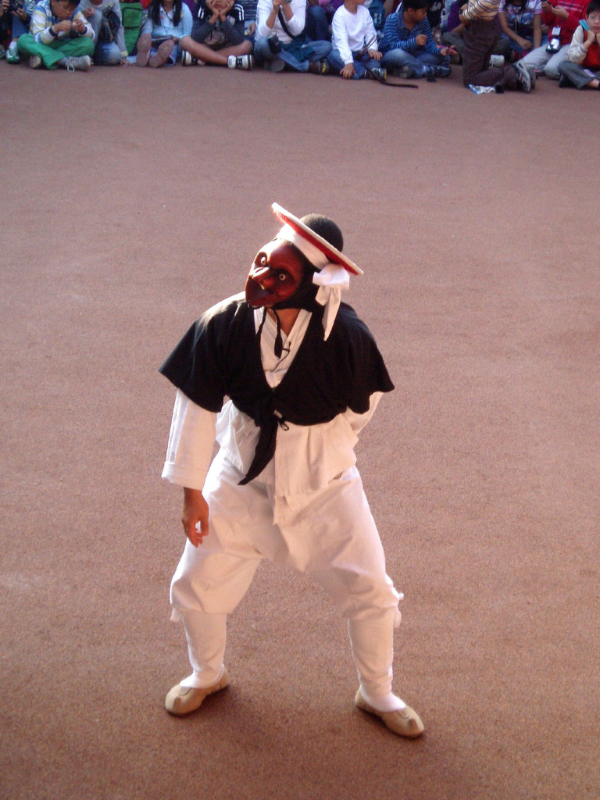
별신굿 탈놀이

안동 하회마을은 하회탈춤으로도 유명하다. 선유 불꽃놀이는 선비들의 놀이이고, 별신굿 탈놀이는 서민들의 놀이이다.

### 하회별신굿탈놀이
국가무형문화재 제69호인 하회별신굿탈놀이는 약 500년 전부터 10년에 한번 정월 보름날 또는 특별한 일이 있을 때에 서낭신에게 별신굿을 해 왔는데, 굿과 아울러 서낭신을 즐겁게 하기 위하여 행하여 지던 탈놀이였다. 우리 나라의 탈춤 중 가장 오래된 것이다. 탈을 쓴 광대가 양반을 향해 온갖 쓴 소리를 내 뱉는다. 이는 서민의 유일한 언로였다. 1928년 이후로 단절되다가 류한상 전 안동문화원장이 화회탈과 함께 발굴하여 재생을 하였고, 서울대학교 이두현 교수에 의해 대사관을 통해 홍보되었다.
놀이마당은 무동마당, 주지마당, 백정마당, 할미마당, 파계승마당, 양반과 선비마당, 혼례마당, 신방마당의 여덟 마당으로 구성되어 있다.

### 선유 줄불놀이
한여름 무더위가 계속되는 매년 음력 7월 16일, 안동의 선비들이 부용대 단애 밑을 흐르는 강 위에서 선유시회를 겸한 불꽃놀이 축제를 벌였는데 이것이 오늘날의 선유 줄불놀이다.

## 유형문화재

### 국보

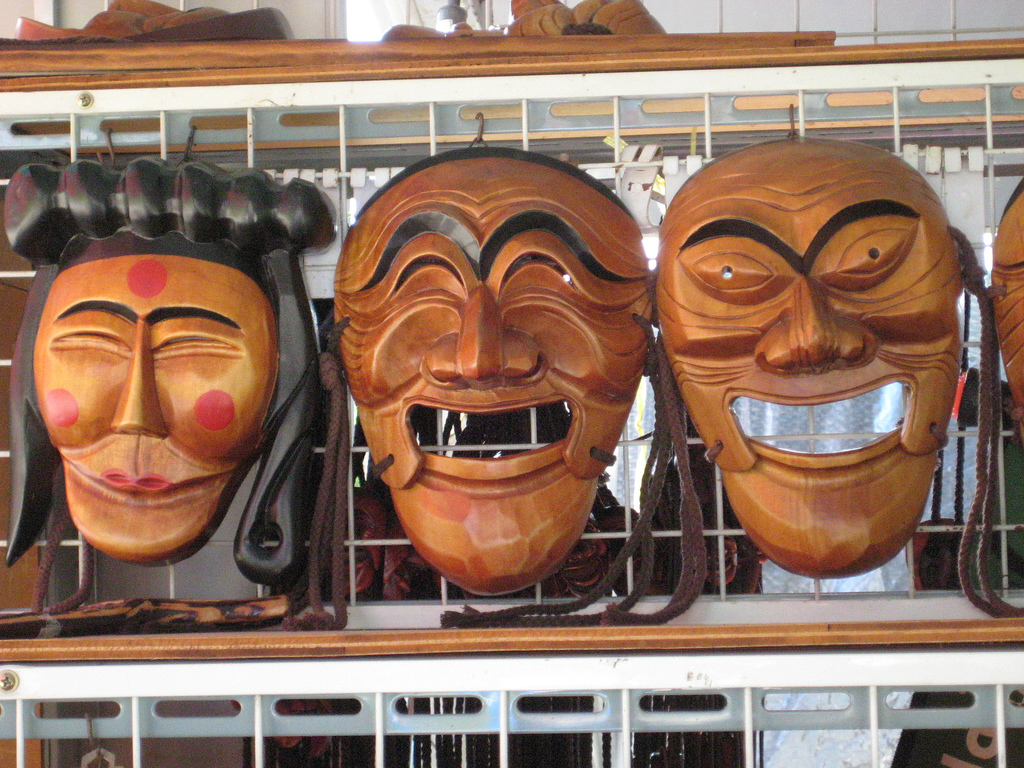
안동하회탈

#### 징비록
징비록은 국보132호로 서애 류성룡이 임진왜란을 기록한 기록물이다. 필사본 징비록은 경상도 관찰사 조수익이 서애 손자의 요청으로 인조 25년에 16권 7책으로 간행하였으며, 숙종 21년에는 교토 야마토야에서도 간행되었고, 1712년 조정에서는 징비록의 일본 유출을 금하였다.

#### 하회탈
하회탈은 국보 제121호로 우리 나라에서 현존하는 탈 중 가장 오래된 탈이다. 1964년 3월 30일에 국보로 지정되었다. 지금은 각시, 중, 양반, 선비, 초랭이, 이매, 부네, 백정, 할미 9개의 탈만 전해지며, 이 중 3개의 탈은 분실되었다.

### 고택

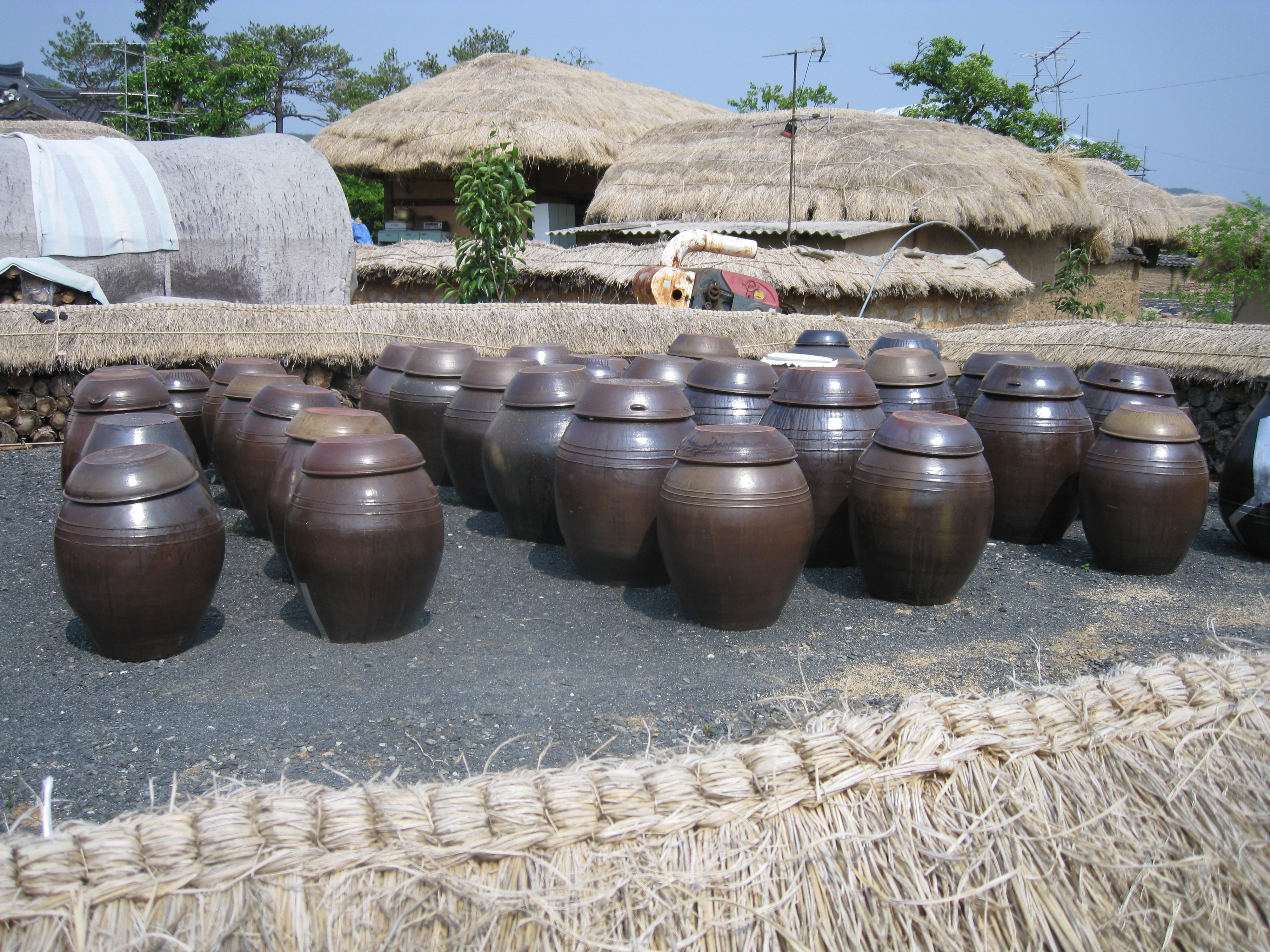
하회마을의 옹기

#### 입암고택 또는 양진당
보물 제306호인 입암고택은 입암(立巖) 류중영의 호를 따서 입암고택(立巖古宅) 또는 양진당(養眞堂)이라고 부른다. 현재 풍산 류씨 겸암파의 대종택으로 보물 제306호이다. 사랑채는 고려시대의 건축양식을 가지며, 안채는 조선의 건축양식을 가지고 있는 고려와 조선의 건축양식이 공존하는 고택이다.

#### 충효당
보물 제414호인 충효당은 서애의 문하생과 삼림들이 장손 류원지를 도와서 지었고, 증손자 류의하에 의해 확장된 조선시대 사대부 양식의 고택이다. 충효당 내에는 영모각이 별도로 건립되어 서애 선생의 저서와 유품이 전시되고 있으며, 바깥마당에는 영국 여왕 엘리자베스 2세의 방문기념식수가 있다.

#### 작천고택
국가민속문화재 제87호로 작천고택 또는 류시주 가옥이라고 부른다. 원래 작천 류도관의 호를 따서 작천고택이라고 불렀는데, 현재의 집주인인 류시주의 이름을 따서 부르기도 한다. 조선중기의 건축양식을 다랐으며, 1934년 대홍수로 1채가 유실되고 현재는 일자형의 안채만 남아있다. 사랑방에서 안방으로 이어지는 앞마당에는 작은 토담을 쌓아 사랑방 손님과 안채의 부녀자가 마주치는 일이 없도록 만든 것이 재미있는 특징이다.

#### 하동고택
국가민속문화재 제177호로 하회마을 동쪽에 있다고 하여 하동고택이라고 불린다.

#### 귀촌고택
풍산 류씨 귀촌파(龜村派)의 종가집이며, 사당에는 귀촌 류경심 공의 위패를 모시고 있다. 그의 어머니 영양남씨와 며느리 문소김씨는 모두 열녀로 정려비가 마을 입구에 세워져 있다.

#### 북촌댁
국가민속문화재 제84호로 북촌댁은 1797년 정조 21년에 지중추부사 류사춘에 의해 처음 건물이 세워졌고, 1862년 철종 13년에 경상도도사 류도성에 의해 증축되어 제 모습을 갖추게 되었다. 마을 북쪽의 99칸 집으로 불리었으며, 사랑채와 안채, 별당, 사당, 대문간채를 두루 갖춘 전형적인 사대부 집의 건축양식을 가지고 있다. 주요 건축물로는 큰 사랑채인 북촌유거와 중간 사랑인 화경당, 작은 사랑인 수신와를 비롯하여 안채, 등이 있고, 류이좌의 유품이 몇 점 남아 있다.
2007년 2월 7일 노무현 전 대통령이 이곳을 방문하였고, 2008년 한류스타 배용준이 이곳 화경당에서 하룻밤을 묵고 갔다.

#### 남촌댁
국가민속문화재 제90호로 정종 21년 지은 99칸의 건물로 하회마을 남쪽 사대부의 가옥을 대표하였으나, 1954년 화재로 안채와 사랑채가 소실되고 내부에 있던 진귀한 도서와 골동품들이 모두 불타버리고, 현재는 대문간채와 별당, 사당만 남아있다.

#### 주일재
주일재는 국가민속문화재 제91호로 사랑채, 안채, 사당, 광채로 구성되어 있다. 마당에 들어서면, 정면으로 사랑채가 이고, 왼편으로 내외담이라고 하는 작은 담장이 있다. 안채로 통하는 문 앞에 쌓아서 안채가 보이지 않게 하였다.

#### 지산서루
지산서루(志山書樓)는 대문없이 널찍한 정원을 가지고 있으며, 사랑채와 안채가 있는 고택이다. 사랑채는 정사와 유사한 형태로 지어졌으며, 우승지와 대사간을 지낸 류지영이 독서에 매진하기 위해 지은 도사관이다. 그의 호를 따서 사랑채 이름을 지산서루로 하였다.

#### 하정재
원지정사와 가장 가까이에 있는 고택으로 사랑채의 마루에서 보면 부용대와 시내가 한눈에 보이며 동쪽으로는 화산을 바라보고 있으므로 전형적인 선비의 음풍농월을 즐길 수 있는 고택이다.

#### 담연재
담연재는 신축된 전통양식의 저택이며, 영국 여왕 엘리자베스 2세의 방문 때 이곳 앞마당에서 하회탈춤 공연이 펼쳐졌던 곳이다. 탤런트 류시원의 부친 소유의 저택이다.

### 서원

#### 병산서원
병산서원(屛山書院)은 사적 제260호로 1572년 서애 류성룡이 31세 때에 건립하여 후진을 양성하던 서원이다. 서애의 사후 7년 후인 1614년 서애를 존경하던 사림들이 존덕사(尊德祠)를 세워 류성룡을 배향하였고, 서애의 셋째 아들 수암 류진 사후에 그도 배향하였다. 1863년 병산으로 사액을 받았으며, 복례문, 만대루, 동재, 서재, 입교당, 장판각, 존덕사, 전사청, 고직사 등이 있다.

#### 화천서원
화천서원은 부용대 동쪽 기슭에 세워져 있으며, 겸암 류운룡을 배향한 곳이다. 정조 10년 경덕사(景德祠)를 세워 이곳에 배향하였고, 고종 5년 서원 철폐령에 따라 강당과 주소만 남고, 철거되었다가 1996년 다시 복원되었다. 경내에는 사당 경덕사를 비롯해, 강당인 숭교당, 동재와 서재, 문루 지산루, 원문 유도문, 주소 전사청 등이 있다.

### 정사

#### 원지정사
원지정사(遠志精舍)는 조선 중기의 정자 건축물로 국가민속문화재 제85호로 원지산(遠志山)을 바라보고 있다고 하여 원지정사로 이름지었다.

#### 빈연정사
빈연정사(賓淵精舍)는 서애 선생의 친형으로 원주목사를 지낸 겸암 류운룡 (柳雲龍)이 서재로 사용하던 집이다. 부용대의 절벽 아래 깊은 곳은 빈연(賓淵)이라고 부렀는데, 이것을 따서 이름지었다. 1583년에 지었을 것이라고 추측하며, 국가민속문화재 제86호이다.

#### 옥연정사
옥연정사(玉淵精舍)는 국가민속문화재 제88호로 서애 류성룡이 재정적인 문제로 세우지 못하다가, 탄홍 스님이 자청하여 10년동안 시주를 거두어 선조9년 1576년 짓기 시작하여, 선조 19년 1586년에 완성하였다. 이때 서애의 나이 45세였고, 집을 완공한 뒤 4년 뒤에 임진왜란이 일어난다. 1605년 낙동강 대홍수로 하회의 살림집을 모두 잃고, 이곳에 은거하여 징비록을 저술하였다. 내부에는 서당으로 사용하던 세심재(洗心齊)와 서애가 거주하며, 징비록을 지었던 원락재(遠樂齋)가 있다. 하회마을에서 나룻배를 타고 이동하면 된다.

#### 겸암정사
겸암정사는 국가민속문화재 제89호로 지정되어 있으며, 1567년 명종 22년 겸암 류운룡이 학문연구와 후진 양성을 위해 건립한 조선 중기 양식의 정자채이다. 정사는 2층 누각 형식으로 되어 있고, 겸암정이라는 현판은 스승인 이황의 글씨라고 전해진다.

#### 상봉정
상봉정(翔鳳亭)은 마을 강건너 서쪽 언덕에 있으며, 서애는 봉이 나는 형국이라 하여 상봉대(翔鳳臺)로 이름짓고 정사를 지으려 하였으나 재정적인 문제로 뜻을 이루지 못하고 류운룡의 증손인 류세철이 현재의 정사를 세웠다.

## 민간신앙과 자연

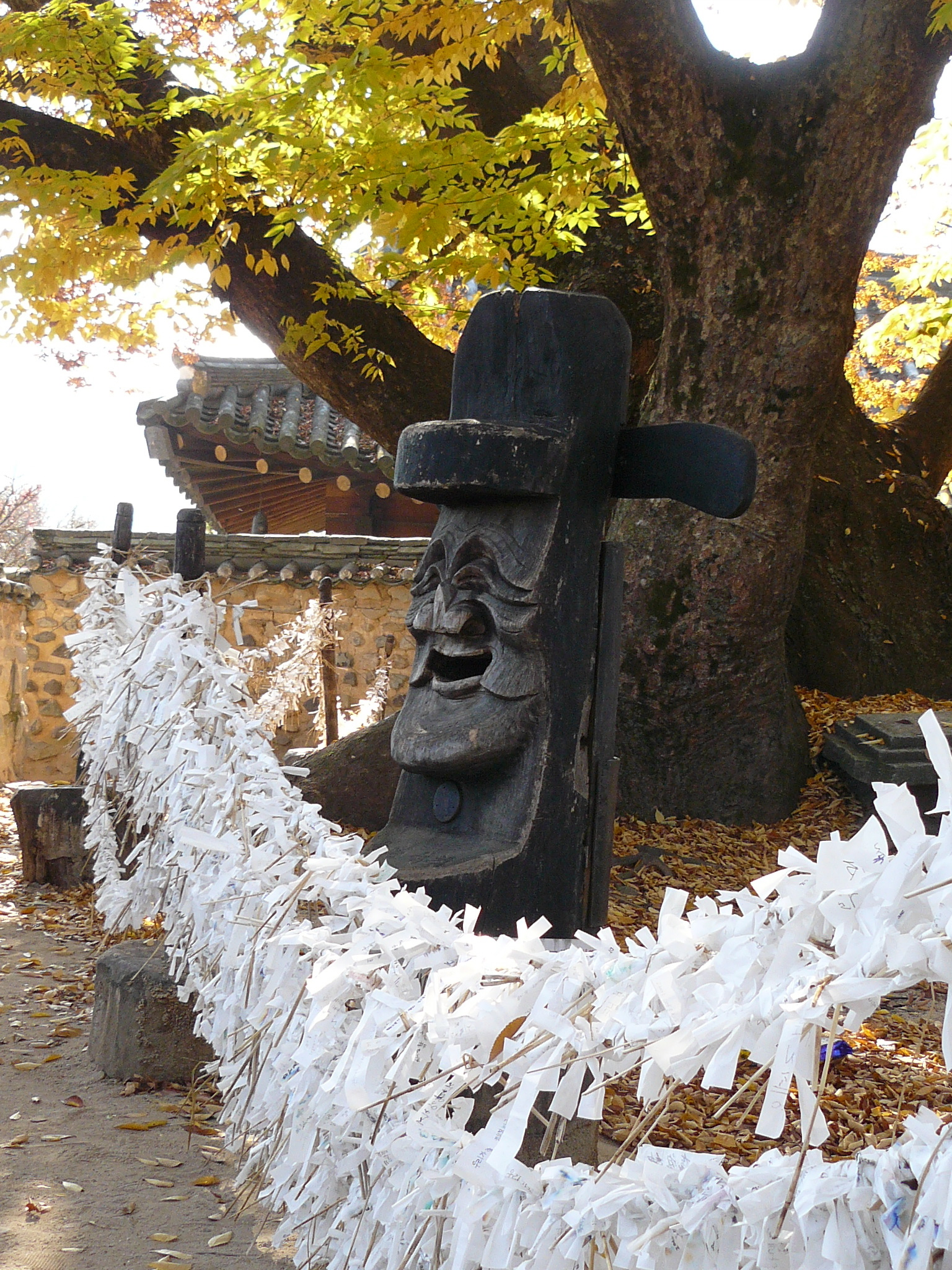
느티나무와 장승

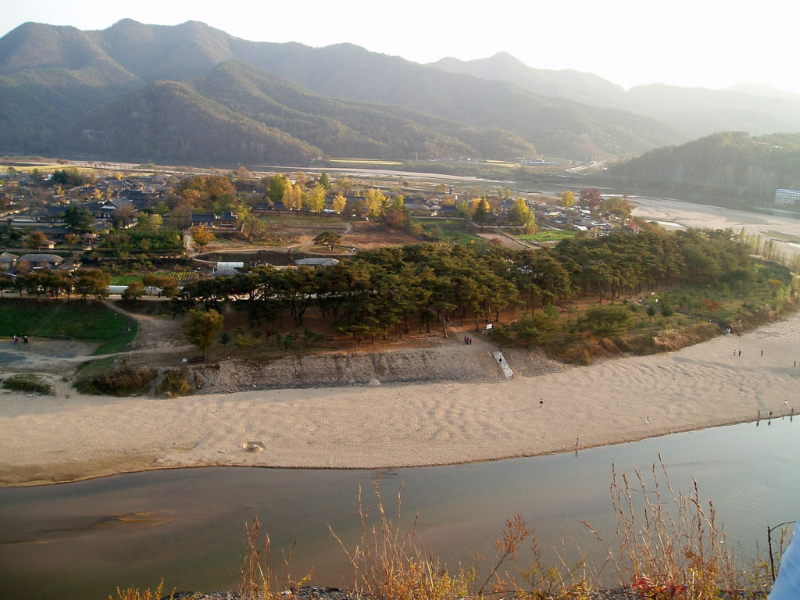
부용대에서 바라본 소나무숲 만송정

하회마을에는 서낭당을 비롯해, 서낭당을 오르는 길 오른편에 국신당으로 부리는 오두막이 있다. 삼산당의 느티나무와 함께 민간 무속신앙의 존재를 한 곳에서 만날 수 있다.

#### 삼신당 느티나무
마을 중앙에는 수령 600년 이상으로 추측되는 느티나무가 있다. 풍산 류씨 입향 시조인 전서공이 심었다고 전해지며, 이 나무를 잘못 건드리면 재앙을 입는다는 토속신앙이 전해져 내려오고 있다. 풍수지리상 마을의 혈에 해당하는 곳으로 하당으로 불리며, 정월과 대보름에는 마을의 안녕을 비는 동제를 지낸다.

#### 화수당 노송
연좌루에서 서쪽 건너편으로 내려보면 수백년 이상된 노송이 눈에 두드러진다. 옛날에는 이곳에 화수당이 있어 3.1 독립운동 때에 이 소나무 앞에 사람들이 모여 만세를 불렀다고 전해진다.

#### 만송정
서애 류성룡의 형인 겸암 류운룡이 직접 심었다고 전해지는 소나무 숲이다. 천연기념물 제473호로 지정되어 있다.

#### 부용대
부용대(芙蓉臺)는 하회마을을 마주보고 있는 높이 80m의 절벽으로 지질학적으로 중생대 백악기의 퇴적암 지층 경상 누층군 일직층으로 구성되어 있다. 하회마을에서 부용대로 가려면 나룻배로 강을 건너야 한다. 2019년 5월에 엘리자베스 2세 영국 여왕의 안동 방문 20주년을 기념해 앤드루 왕자가 안동을 찾는 것을 기념해 섶다리가 완공됐다. 하지만 2020년 7월 집중호우로 유실되었다.
정상에 올라가면 하회마을을 한눈에 볼 수 있다. 이곳은 선유줄불놀이의 장소로 유명하다. 이곳 정상에서 강건너 만송정까지 200m 정도되는 동앗줄 다섯 가락을 내걸고, 심지에 불을 붙인 길이 45cm 정도의 숯봉지를 1m 간격으로 달아 부용대 쪽에서 불붙은 숯봉지를 끌어 올리는 놀이가 선유줄불놀이이다.
부용대 중턱에 겸암정사와 옥연정사가 위치해있다.

## 박물관

### 탈박물관
하회마을에서 수집한 각종 전통 하회탈과 탈춤에 필요한 온 갓 것들을 수집해 놓은 곳이다. 전시실은 제 1전시실 한국관과 제2전시실 세계관, 제 3전시실 아프리카관으로 나뉘며, 한국관에는 국가무형문화재로 등록된 13종류와 지방문화재 2종류 나례에 사용되는 탈 등 200여점을 전시한다. 세계관에는 아프리카를 제외한 전 세계의 탈들을 소개한다. 아프리카관에서는 콩고와 자이르를 중심으로 한 아프리카의 탈과 악기, 생활용품 등을 전시한다.
- 엘리자베스 Ⅱ 영국여왕 방문기념관

## 주변명소

### 봉정사
봉정사(鳳停寺)는 672년 신라 문무왕 12년 의상대사의 제자인 능인 스님이 천등산에 창건한 사찰이다. 그 후 6차례에 걸쳐 중수를 하였으며, 극락전은 한국에서 가장 오래된 목조 건물이며 국보 제15호에 지정되어 있고, 대웅전은 보물 제 55호, 화엄강당은 보물 448호, 고금당은 보물 제 449호에 지정되어 있다. 고려 태조와 공민왕도 이곳을 찾은 유명 사찰이며, 안동시 서후면 태장리에 있다.

## 사진

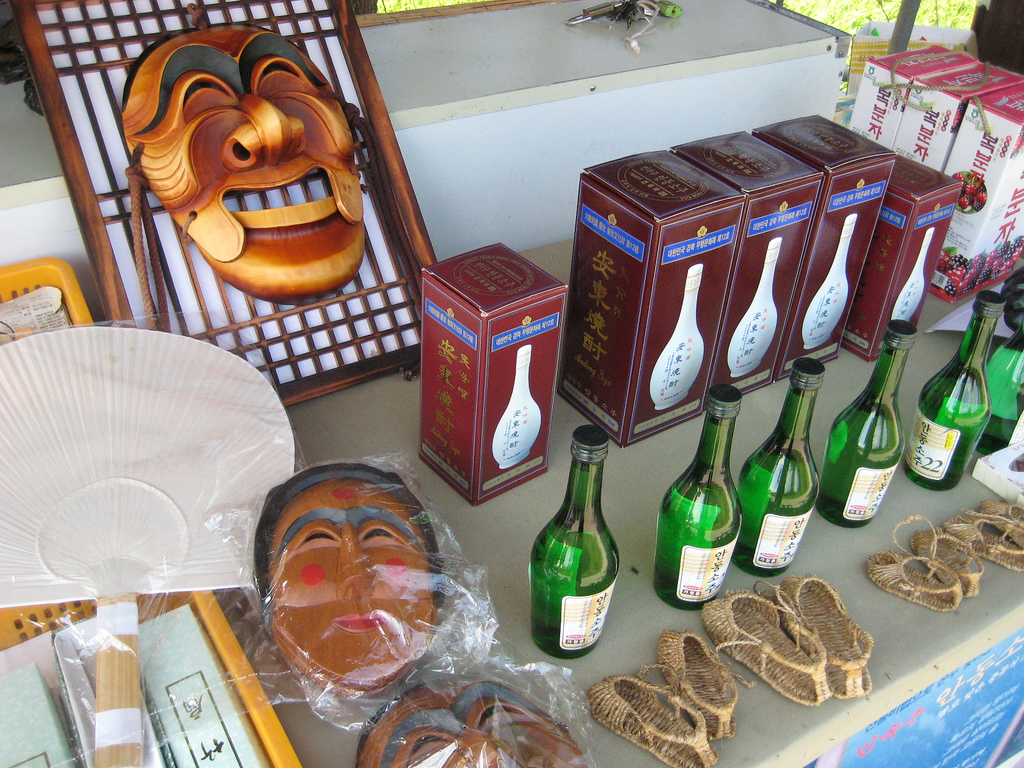
안동소주와 하회탈
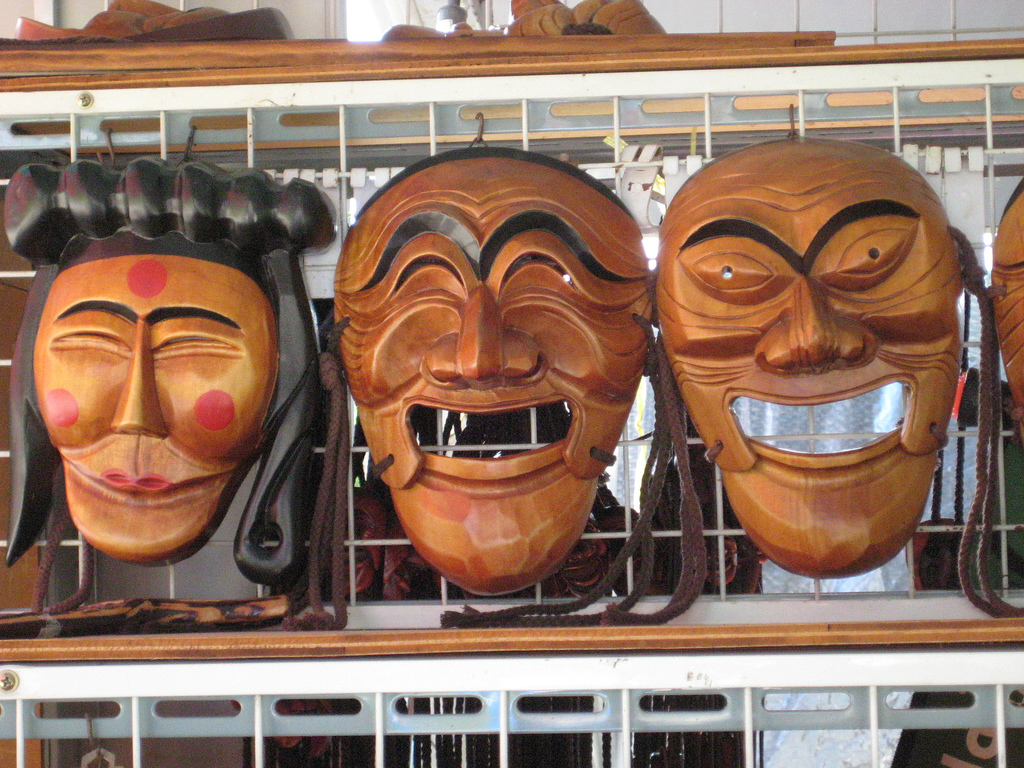
하회탈
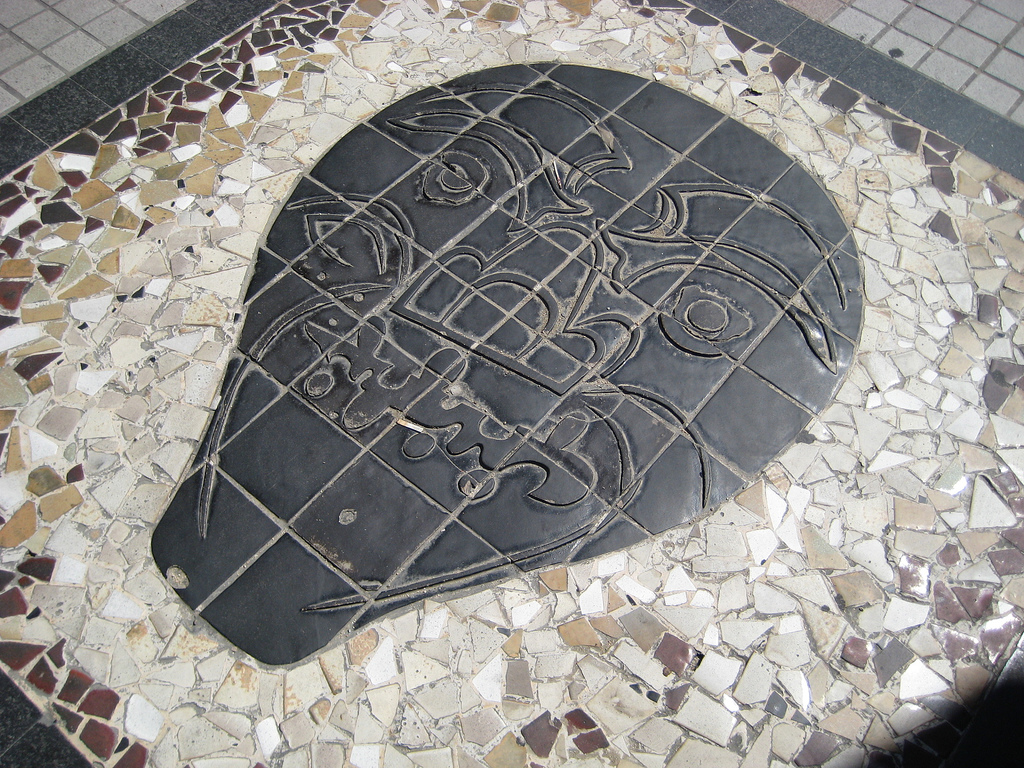
탈모양을 형상화한 바닥장식
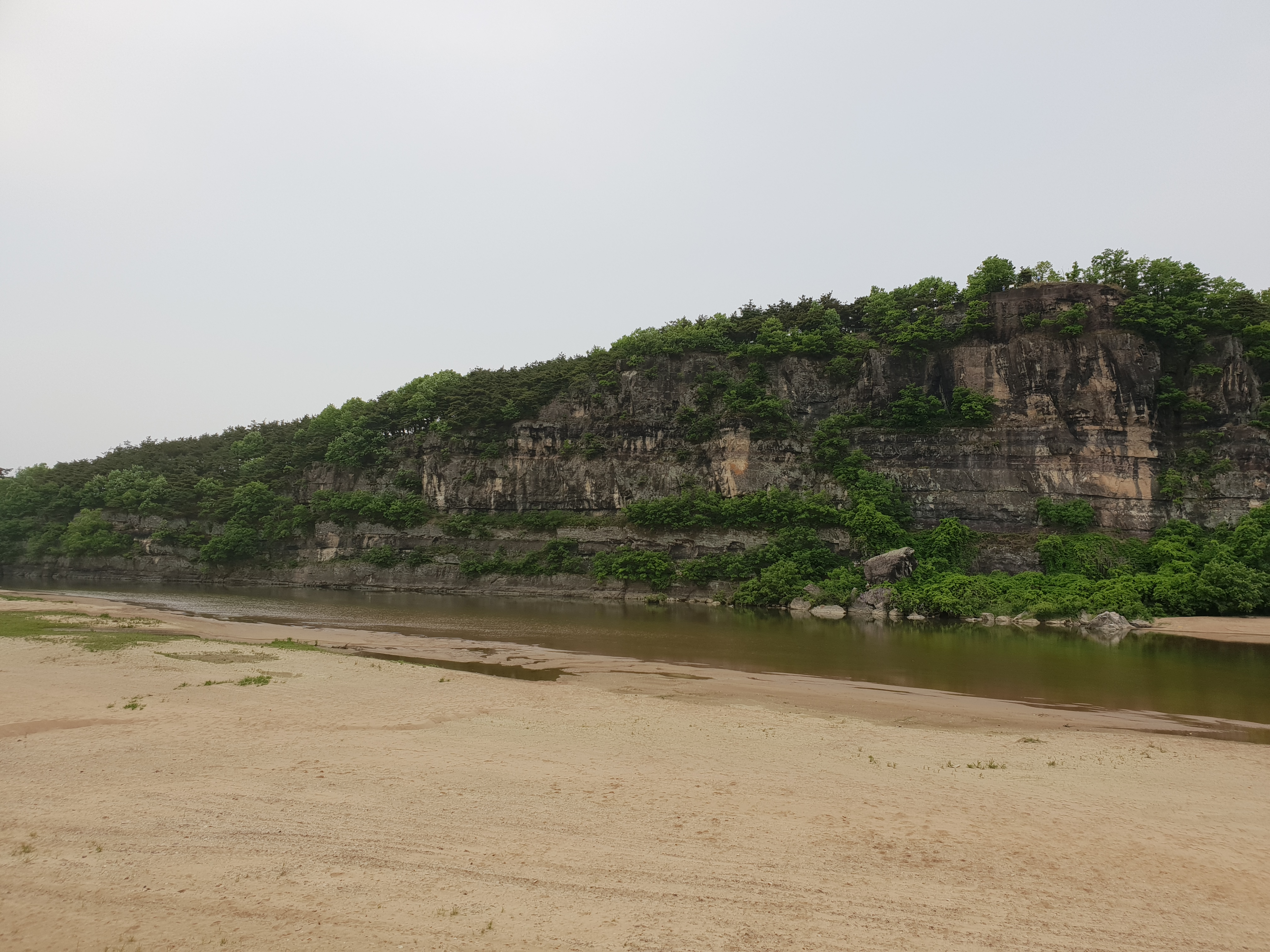
만송정에서 바라본 부용대. 절벽의 암석은 지질학적으로 경상 누층군 일직층에 해당한다.
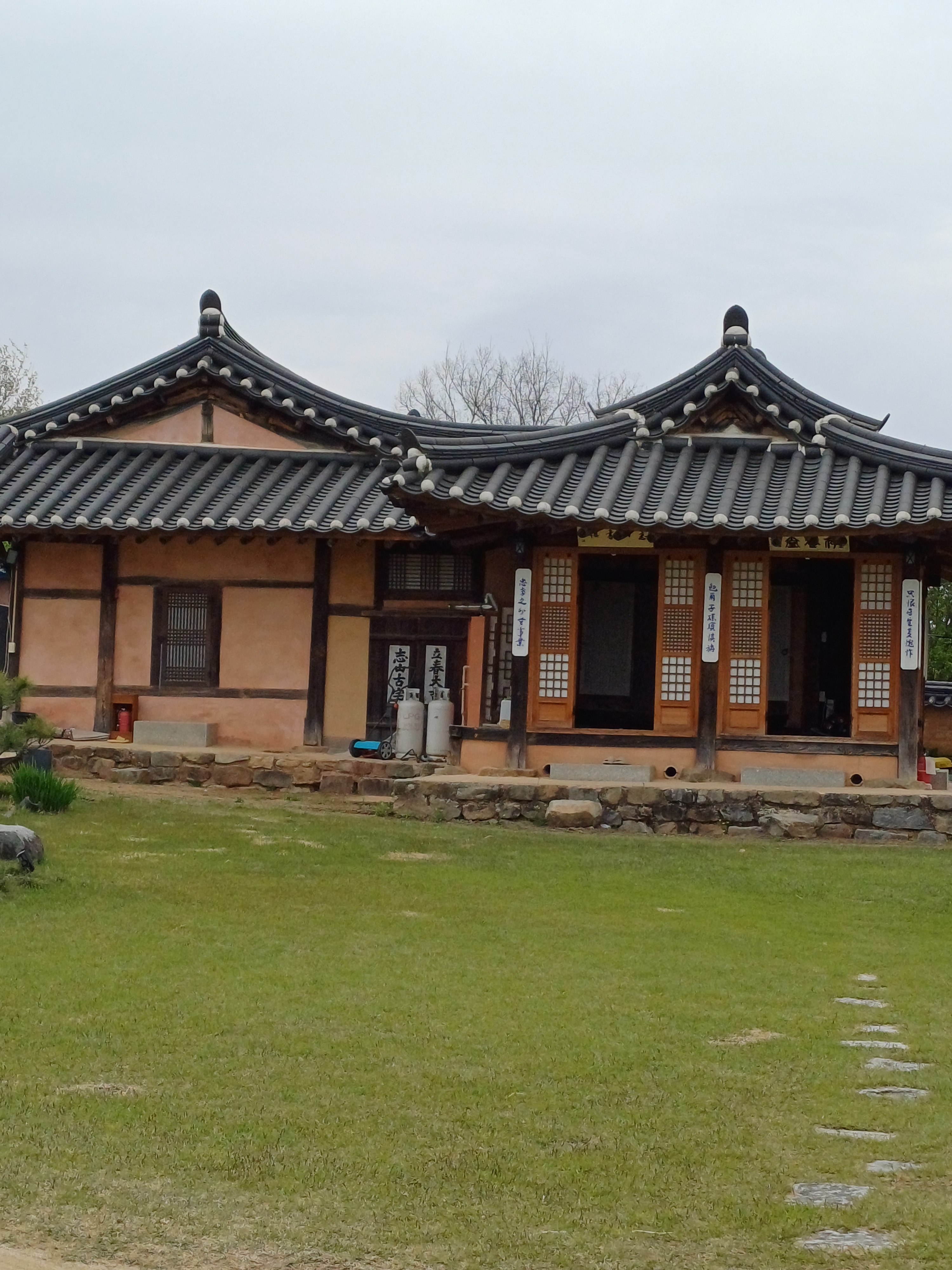
안동 하회 지산고택
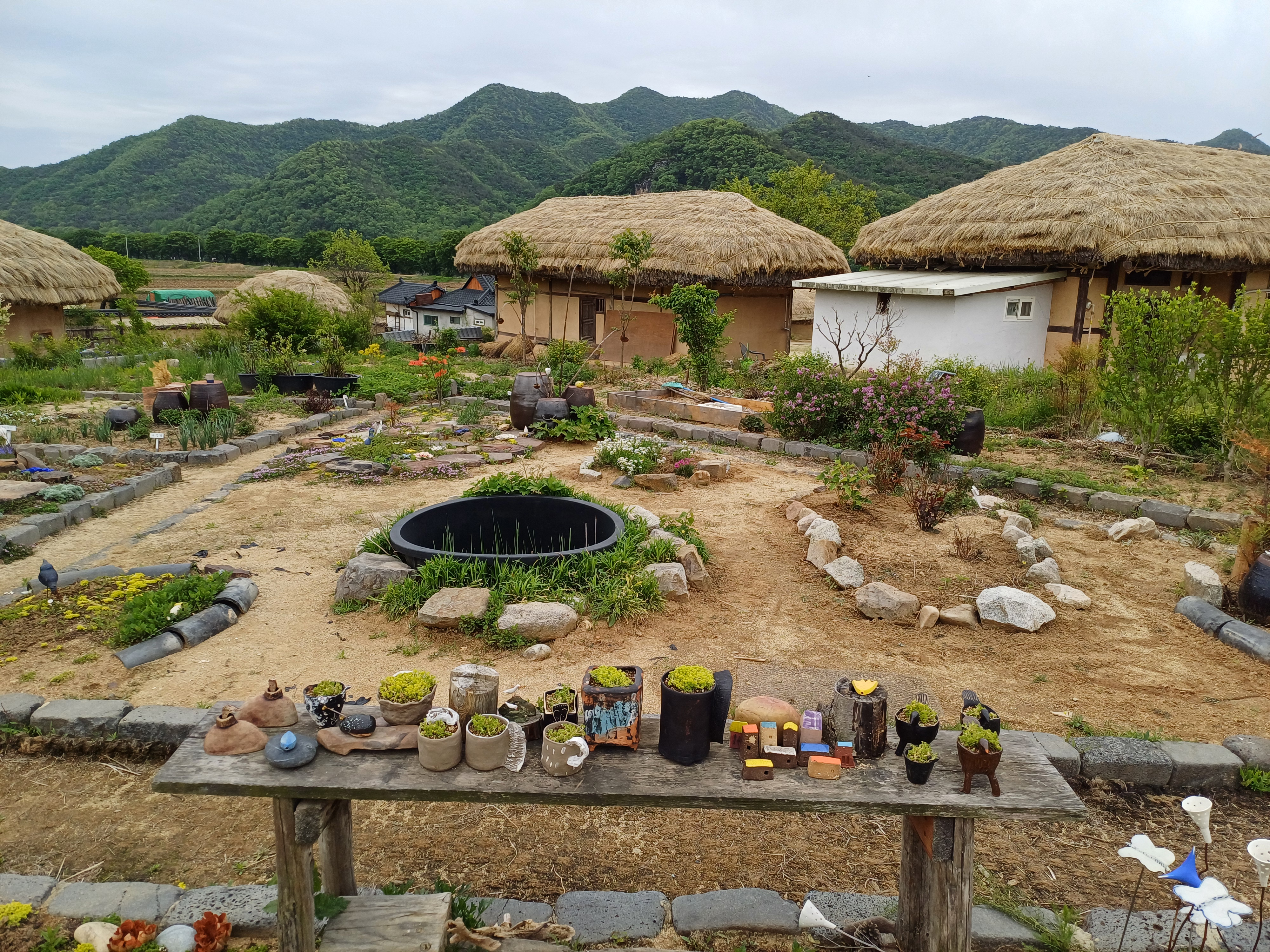
안동 하회마을 도자기와 초가집
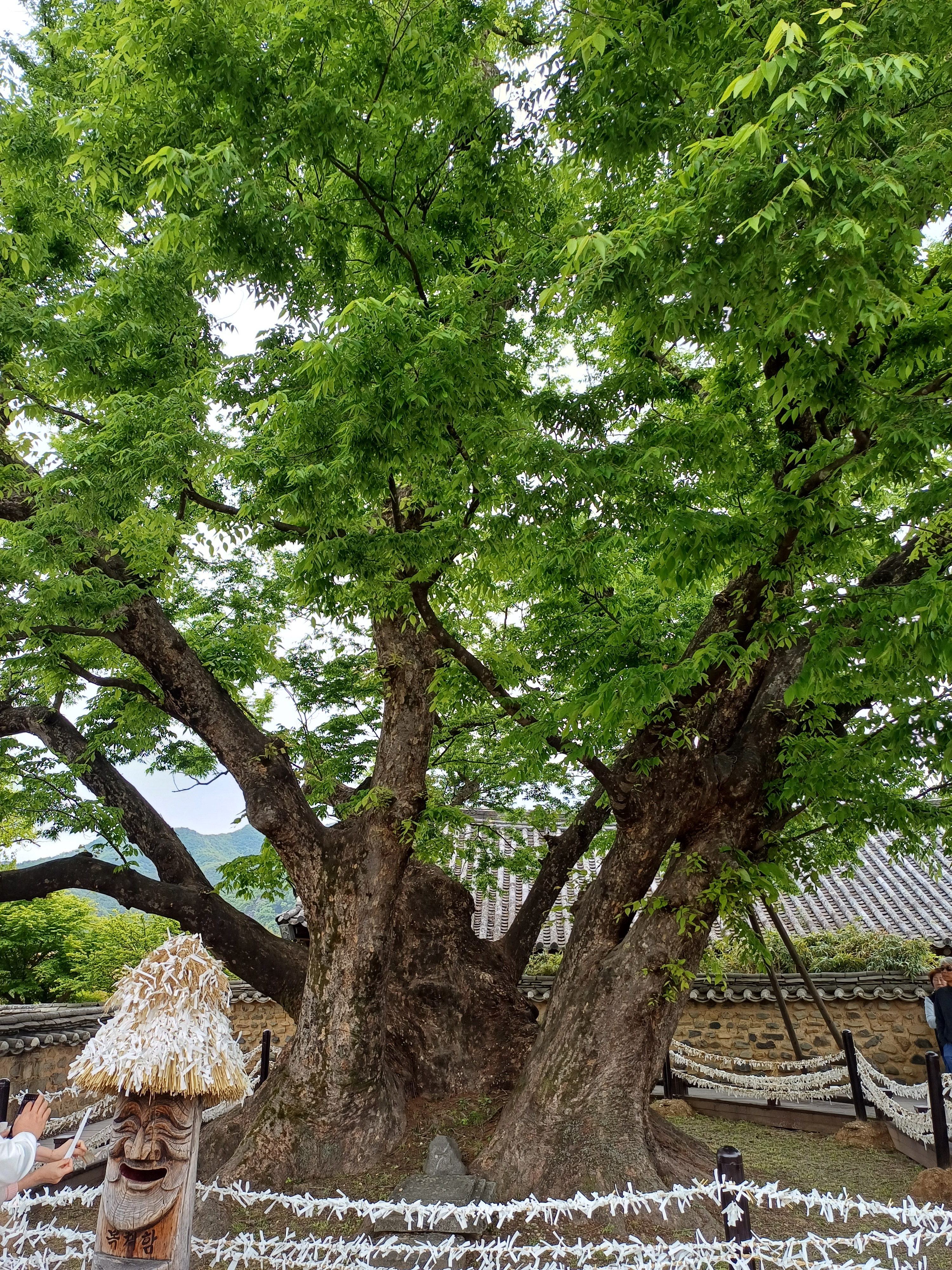
느티나무와 장승 2

## 교통편
- 중앙고속도로 서안동 나들목
- 중앙선 안동역

## 같이 보기
- 류성룡
- 병산서원
- 양동마을